# Разумница
Разу́мница (Розумница, укр. Розумниця) — село в Белоцерковском районе Киевской области Украины. До 17 июля 2020 года входило в состав Ставищенского района.

## Физико-географическая характеристика
Расстояние до посёлка Ставище — 10 километров, до ближайшей железнодорожной станции «Жашков» — 16 километров. Разумница расположена на границе с Жашковским районом Черкасской области. Высота селения над уровнем моря — 265 метров.
Село расположено на равнине. Через Разумницу протекает река Гнилой Тикич. В селе имеется болото, называемое местными жителями Жабокракивкой. На юго-востоке Разумницы расположен пруд Саковичка. Название, предположительно, связано с местным жителем по фамилии Сак. На границе с селом Королевка находится небольшой яр, именуемый Цыганским.

## История

### Ранняя история
Первое упоминание о возникновении села Разумница относится к началу XVIII века. Тогда это был хутор, принадлежавший мещанину Розуменко из Ставища. Первоначально население селилось вокруг участка около дороги Тетеревка — Роскошная. В 1767 году на средства священника Василия Шараевского была построена деревянная церковь святого Николая.
К 1864 году в поселении числилось 665 жителей, половина из которых принадлежали к «шляхетскому званию», около 50 человек исповедовали католичество. На середину XIX века жители Разумницы являлись крепостными пана Геращиневского. Кроме крепостных крестьян, в селе жили шляхтичи из числа потомков поляков. Они не являлись крепостными, но при этом не владели землёй, а лишь арендовали её. Несмотря на это, шляхтичи могли владеть приусадебными участками размером до 1 десятины. Подобных участков в селе насчитывалось около 200 десятин. После отмены крепостного права в России в 1861 году крестьяне получили надельную землю в отдалении от самого населённого пункта.
В 1905 года, на фоне происходившей в России революции, некоторые крестьяне, требуя повышения заработной платы, несколько раз не выходили на работу. С началом Первой мировой войны в российскую армию было призвано 328 жителя села. До 1917 года старостой села являлся Пётр Семёнович Коломиец.

### Советский период
После Октябрьской революции в селе по инициативе Алексея Швеца, Василия Покотило, Ивана Степанюка и Яроша Кирилловича был создан ревком. Во время Гражданской войны через село проходили части петлюровцев, махновцев и деникинцев. В 1918 году, после подписания Брестского мира, в село вошли австрийско-немецкие войска, с которыми в районе Разумницы сражались партизанские отряды. В июле 1920 года в село вступили части 1-й Конной армии. Организаторами коллективизации в Разумнице являлись Василий Покотило и Алексей Шаповал.
Весной 1928 года было создано товарищество по совместной обработке земли, которое расположилось в имении раскулаченного Фёдора Хмелевского. Председателем был избран Григорий Лужецкий. ТСОЗ распоряжался 40 лошадьми, 10 плугами и 30 деревянными боронами. Уже в следующем году был создан второй колхоз — «Новая жизнь» под председательством Фёдора Кулинского. В 1930 году хозяйства были объединены в один колхоз — имени 13-летия Октября. По свидетельствам очевидцев во время голода на Украине (1932—1933) в селе погибло 150 человек, при этом удалось установить имена лишь 135 умерших. В 1930-е годы в селе появилась машинно-тракторная станция, имевшая тракторы «Универсал» и ХТЗ.

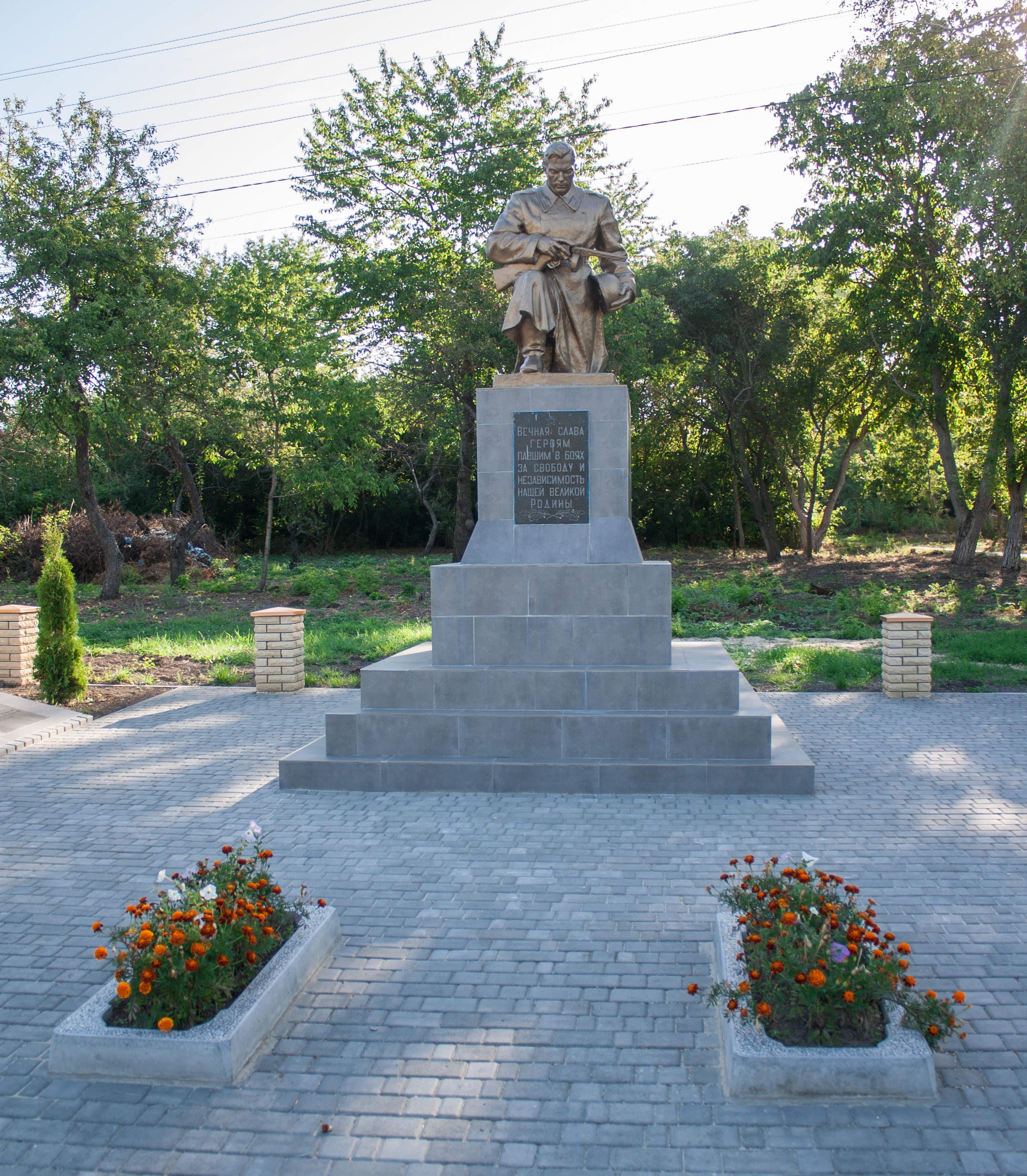
Памятник погибшим в годы Великой Отечественной войны

В 1941 году, во время Великой Отечественной войны, село было оккупировано нацистами. Уже к концу года в Германию было угнано 55 жителей. Советская армия освободила село 25 декабря 1944 года. В ходе Корсунь-Шевченковской операции в селе располагался военный госпиталь. Погибших в госпитале красноармейцев хоронили на территории села. Всего на фронтах Великой Отечественной войны в составе РККА участвовало 242 жителя Разумницы, 35 из которых получили различные ордена и медали.
К 1946 году в Разумнице удалось восстановить посевные площади, фермы и отремонтировать здание семилетней школы. В 1952 году был создан колхоз имени 13-летия Октября, председателем которого был избран Дмитрий Неграй. Колхоз располагал 1829 гектарами земли, 1709 гектар из которых были пахотными. Для нужд машинно-тракторной станции в 1950 году была создана станция электроснабжения, а также проведена частичная электрификация жилых домов. Спустя восемь лет машинно-тракторная станция была переведена в Ставище, а в Разумнице на её месте был создан филиал. В 1954 году сгорела деревянная церковь святого Николая. В 1960-е годы рядом с прудом была построена птицеферма, просуществовавшая более десяти лет. Летом 1952 года в селе побывала лингвистическая экспедиция.
В середине 1960-х — начале 1970-х в селе был построен ряд новых жилых домов, школа, дом культуры, фельдшерско-акушерский пункт, магазины, молочно-товарная ферма, помещения тракторной бригады, автогараж, слесарный цех, мастерская для ремонта сельхозтехники, кузница при тракторной бригаде и комплекс телятников. К началу 1970-х годов действовала восьмилетняя школа, клуб и библиотека.
В 1973 году произошло объединение колхоза имени 13-летия Октября с колхозом села Беседка в колхоз имени Ленина. В 1970-е годы было построено новое административное здание, а также проведён ремонт в доме культуры, детском саду и бане. В 1987 году колхозники Разумницы вышли из совместного колхоза с селом Беседка и создали колхоз имени 70-летия Октября. Председателем нового колхоза был избран Михаил Нагаевский. В 1990 году в селе была проведена телефонизация, асфальтированы дороги, построен крытый ток и реконструированы животноводческие помещения.

### Украинский период
В 1990-е годы начался отток населения из села. В 1995 году колхоз был реорганизован в Коллективное сельскохозяйственное предприятие «Разумницкое». Председателем предприятия являлся Юрий Залевский. Спустя два года «Разумницкое» было реорганизовано в сельскохозяйственное предприятие «Ильм I», где руководителем также являлся Залевский. В 2006 году была проведена реорганизация земель села Разумница, в результате чего было создано 10 новых фермерских хозяйств «Агростимул», «Жнец», «Жемчужина», «ОЛКО», «Ника», «Русь», «Лужецкий», «Церера АгроТранс», фермерское хозяйство Коберника и «Савчук». В 2007 году село было газифицировано.
В 2010 году местные рыбаки создали общественную организацию «Карась», занимающуюся благоустройством местных прудом.
В 2016 году, в связи с началом процесса декоммунизации, улицы Ленина и Советская были переименованы в Мира и Радостную соответственно.
С 2020 года входит в состав Ставищенской общины.

## Население
В 1863 году в Разумнице проживало 665 человек. В 1900 году в селе имелось 1272 жителя при 243 дворах. По состоянию на 1953 год в селе проживало 1066 человек, в том числе 448 детей. К 1971 году в селе числилось 1308 жителя. На 1989 год в Разумнице проживало 735 человек постоянного населения (303 мужчины и 432 женщины). В 1990-е начался процесс оттока жителей из Разумницы. В 2001 году по переписи населения в Разумнице проживало 594 человека, 97 % из которых родным языком указали украинский.

## Инфраструктура

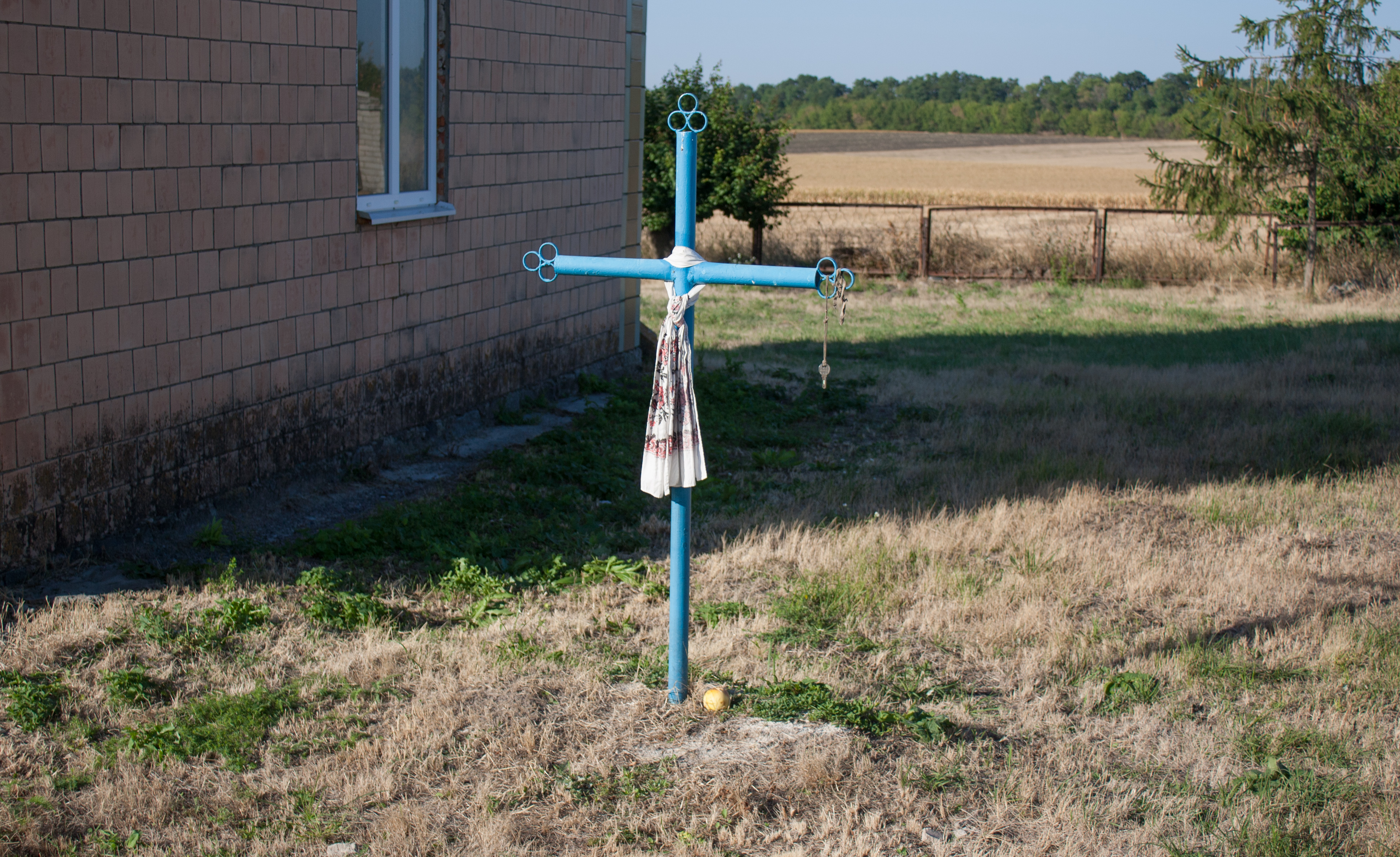
Памятный крест жертвам Голодомора

По состоянию на 2011 год в Разумнице действовал детский сад, библиотека, дом культуры, фельдшерско-акушерский пункт и два магазина. При доме культуры существует фольклорный коллектив «Горлица» (руководитель — П. Н. Ясинский).
В 1 километре от села по дороге на посёлок Ставище существует мост. Первоначально, он был железобетонным и построен в 1889 году военным ведомством. В январе 1944 года одно из перил моста снёс танк, после чего мост существовал в таком виде до реконструкции в 1984 году.
В селе установлен памятник воинам-односельчанам, погибшим в годы Великой Отечественной войны и памятный крест жертвам Голодомора. Ранее в селе был установлен памятник Владимиру Ленину.